# Alfonso Pedatzur Arbib
Alfonso Pedatzur  Arbib (Tripoli, 31 marzo 1958) è un rabbino italiano, dal 2005 rabbino capo della Comunità ebraica di Milano.

## Biografia
Dal 1967, dopo la Guerra dei sei giorni, ha lasciato Tripoli. 
Primogenito di quattro figli ha vissuto a Roma con la famiglia. 
A Roma, ha frequentato il Collegio Rabbinico Italiano (Beth haMidrash larabbanim haitalqi), diretto del Rabbino Capo di Roma Elio Toaff e ha conseguito il titolo di Maskil e la Semikhà (Rabbino Maggiore), con una tesi di laurea incentrata sul movimento ebraico del Mussàr.
Nell'ambito dei movimenti giovanili ebraici e con il Dipartimento Attività Culturali (DAC) dell'Unione delle Comunità Ebraiche Italiane (UCEI) ha condotto l'attività di insegnante in diverse delle Comunità ebraiche italiane.
Dal 1986 ha insegnato Talmud e pensiero rabbinico come precettore privato e nei Licei della scuola ebraica a Milano, per poi divenire il direttore.
Dal 2005 diviene Rabbino Capo di Milano, a seguito delle dimissioni di Rav Giuseppe Laras, del Presidente Roberto Jarach e di cinque consiglieri della Giunta. Nel suo discorso di insediamento menziona fra i punti programmatici il contrasto alla dispersione dei giovani ebrei in età post scolare, la continuità dei matrimoni misti e il rapporto di fratellanza materiale e spirituale della comunità ebraica (Ghemilut Chassadim), l'incontro e l'unità delle 18 sinagoghe di Milano, la relazione con Israele e il dialogo interreligioso avviato da Rav Laras.
Ha partecipato a iniziative culturali per l'integrazione, l'immigrazione, contro il fondamentalismo religioso e di genere  e convegni per instaurare il dialogo tra le principali religioni.
Nel 2019 viene insignito del premio della Katz Foundation, destinato all’identificazione e riconoscimento  di persone e progetti meritevoli che si occupano dell'attuazione della legge ebraica nella vita moderna.